# ريد دان
ريد دان (بالإنجليزية: Red Dunn)‏ هو لاعب كرة قدم أمريكية أمريكي، ولد في 21 يونيو 1901 في ميلواكي في الولايات المتحدة، وتوفي بنفس المكان في 15 يناير 1957.

## وصلات خارجية
- ريد دان على موقع مرجع كرة القدم المحترفة.كوم (الإنجليزية)